# Global Ecosystem Dynamics Investigation
Pour les articles homonymes, voir Gedi.
Global Ecosystem Dynamics Investigation plus communément désigné par son acronyme GEDI est un instrument développé par l'agence spatiale américaine, la NASA. GEDI est un lidar qui a pour objectif de caractériser les effets du changement climatique et de l'utilisation des sols sur la structure et la dynamique des écosystèmes. L'instrument est installé à bord de la Station spatiale internationale. GEDI fait partie des missions de la NASA de la classe Earth Venture. Il a été sélectionné en 2014 et placé en orbite en 2018. La mission d'une durée initiale de 2 ans a été prolongée.

## Objectifs de la mission
L'objectif de GEDI est de caractériser les effets du changement climatique et de l'utilisation du sol sur la structure et la dynamique des écosystèmes pour améliorer notre compréhension du cycle du carbone et de la biodiversité. GEDI est utilisé pour fournir la première évaluation globale et à résolution élevée de la structure verticale des forêts et plus particulièrement des forêts tropicales et tempérées.

## Historique
La mission GEDI, proposée par Ralph Dubayah de l'Université du Maryland est sélectionnée en 2014 par la NASA pour devenir une mission de la classe Earth Venture. Ces missions de l'agence spatiale américaine  sont caractérisées par des couts faibles associés à des risques élevés et relèvent du domaine de l'observation de la Terre. L'instrument est construit par une équipe du centre de vol spatial Goddard (établissement de la NASA). L'instrument est lancé dans l'espace à bord du cargo spatial CRS-16 le 5 décembre 2018 et installé à bord de la Station spatiale internationale sur la plateforme externe du module japonais (JEM-EF). Il devient opérationnel en mars 2019. En avril 2022 les données recueillies permettent de fournir une première estimation de la biomasse représentée par l'ensemble des forêts de la planète et de la quantité de carbone qui est ainsi stockée,.

## Caractéristiques techniques
GEDI est un lidar qui utilise 3 lasers produisant 10 rayons parallèles qui arrivent sur le sol avec un écartement de 500 mètres transversalement au déplacement de la station spatiale (fauchée de 5,4 kilomètres). Cette mesure est effectuée tous les 60 mètres dans le sens du déplacement. Le rayonnement réfléchi sur le sol est analysé par un télescope et est utilisé pour déterminer la structure tridimensionnelle de la surface. Ces données permettent d'estimer la hauteur de la canopée et le degré de couverture du sol par la forêt. L'instrument permet de collecter des données entre les latitudes 51,6° sud et 51,6° nord.